# Castello-palazzo di Alaquàs

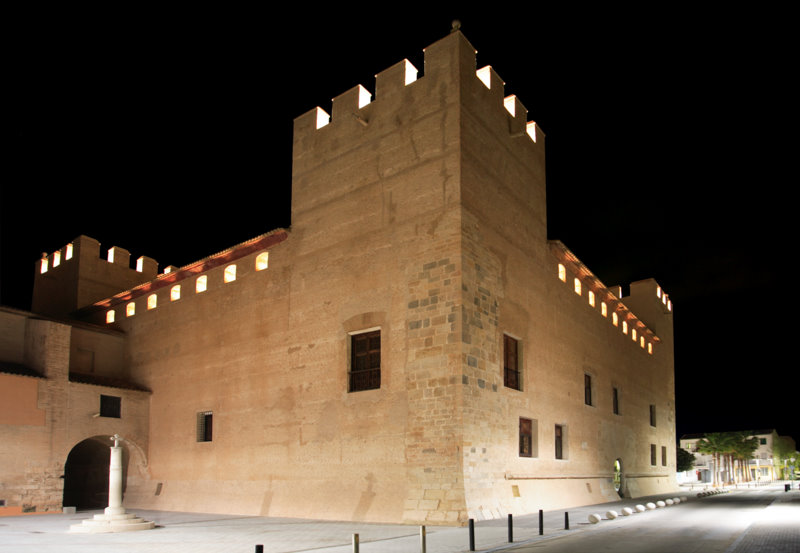
Esterno del Castello di Alaquàs.

Il castello-palazzo di Alaquàs, noto anche come castello delle Quattro Torri o Palazzo degli Aguilar, è una dimora nobiliare spagnola edificata durante il periodo di decadenza feudale del XVI secolo. Si trova ad Alaquàs, nella provincia di Valencia in Spagna.
La struttura combina funzioni residenziali e difensive: gli interni presentano soffitti a cassettoni, pavimenti in piastrelle, ornamenti e importanti elementi architettonici che preannunciano lo stile rinascimentale, mentre l’esterno risulta sobrio e privo di decorazioni, in linea con la funzione di fortezza tipica dell’epoca.
Il castello-palazzo è stato dichiarato monumento storico e artistico il 21 aprile 1918 e successivamente riconosciuto come bene di interesse culturale il 1º dicembre 1999.

## Storia
Dopo la conquista del Regno di Valencia da parte del re Giacomo I d'Aragona nel 1238, il sovrano ricompensò generosamente i cavalieri che lo avevano accompagnato e sostenuto durante l’impresa. Tra questi vi era Bernat di Castelló, originario della Catalogna, al quale il re concesse, come ricompensa per i suoi servizi, le terre di Alaquàs, situate nei pressi di Valencia, insieme a tutti i diritti annessi.
A partire dal 1373, la famiglia Vilaragut riottenne la signoria di Alaquàs, che mantenne per quasi un secolo, risiedendo nella prima edificazione del XIV secolo, secondo i reperti archeologici rinvenuti. Nei decenni successivi la signoria passò attraverso diverse mani, fino a quando, nei primi anni del XVI secolo, Jaime Garcia de Aguilar, a capo di una famiglia di giuristi che avevano ricoperto ruoli di rilievo durante il regno di Giovanni II d'Aragona, si proclamò signore della piazza di Alaquàs nel 1501.
Successivamente, durante il secolo XVI, grazie all’incremento dei redditi familiari, venne edificato il Castello-Palazzo degli Aguilar, mantenendo l’impostazione precedente della struttura del castello sia nelle parti esterne sia in quelle interne. Alla morte di Jaime Garcia, la signoria passò ai suoi figli maschi, per poi giungere a Luis Pardo, Marchese de la Casta, nipote di Jaime e unico erede maschio.
Durante i primi anni del secolo XVII, i Marchesi Pardo de la Casta, constatando il declino della situazione socio-economica, si dedicarono al servizio militare per la monarchia nei possedimenti spagnoli, come il ducato di Milano. Don Félix Pardo, erede di una parte delle proprietà di Alaquàs, ricoprì il ruolo di Governatore della città di Cremona per il Re di Spagna dal 1675 al 1688 e, poco dopo il suo arrivo a Cremona, sposò Margherita dei Conti Schinchinelli, appartenente a una delle antiche famiglie della città.
Grazie alle sue capacità e ai legami familiari con i Conti Schinchinelli, Marchesi di Cella Parmigiana e Conti di Casalbuttano, nonché membri del patriziato cremonese, e agli illustri matrimoni delle sue due figlie, Don Félix assunse un ruolo di rilievo nella città di Cremona. 
La sua prima figlia, Donna Manuela (morta nel 1717), si sposò nel 1677 con Don José Folch de Cardona, un nobile spagnolo. Don José era Principe di Cardona e del Sacro Romano Impero, Conte di Cardona e del Sacro Romano Impero, Grande di Spagna di 1ª Classe. Nato a Madrid il 22 settembre 1651 e morto a Vienna il 26 luglio 1729, Don José fu General de Caballerìa y Almirante de Aragón, tra gli altri titoli. La sua famiglia, originaria di Aragona, era la seconda per importanza dopo la Famiglia Reale di Aragona ed era imparentata con essa.
La seconda figlia, Donna Isabella, sposò nel 1703 Pietro, conte Marazzani Visconti, conte di Paderna e di Villa del Riglio, signore di Castelnuovo Marazzani (oggi Val Tidone) e di Fabiano, Signore di Montanaro e di Valconasso, patrizio di Piacenza, Capitano delle truppe Ducali, Ambasciatore del Duca Imperatore Carlo VI, Capitano di una delle 4 Compagnie della Città di Piacenza, Consigliere Intimo e Gentiluomo di Camera di Sua Maestà Imperiale il Duca di Parma e Piacenza. Donna Isabella morì nel 1712, lasciando al Conte Marazzani Visconti di Piacenza quattro figlie femmine e un figlio maschio.
Grazie al suo incarico di Governatore e Castellano di Cremona, Don Felix divenne un importante mecenate e rafforzò la posizione sociale del ramo italiano della famiglia Pardo de la Casta a Cremona. Suo fratello maggiore, don Baltasar Pardo de la Casta-Aguilar y de Puixmarin-Rocafull, fu il 3º marchese de la Casta, 3º conte di Alaquàs, barone di Bolbaite (Balbait), Baile General de Valencia e Governatore di Alicante. Morì durante il mandato come Viceré di Maiorca nel 1695..
Dall'800, il castello e tutte le sue terre sono state soggette a una serie di trasformazioni che causarono danni al buono stato e alla conservazione dell'edificio.
Agli inizi del secolo XX il castello è passato a diversi proprietari. Tra loro, spicca la figura di Julio Giménez Llorca, che vendette il castello a Vicente Gil Roca, imprenditore che voleva demolirlo.
Quando arrivò la notizia della demolizione del castello, il Centro de Cultura Valenciana fece un appello nel 1918 diretto a tutti gli artisti, architetti e studiosi valenziani, invitandoli a produrre disegni, foto, piani, dati e notizie di questo edifici affinché si creasse un materiale e lo si pubblicasse per evitare la demolizione del castello. L'appello ebbe un riscontro tale da raccogliere una mole non indifferente di materiale grafico e dati storici, tanto che nel 1921 si realizzò la pubblicazione di un piccolo libro intitolato "El Palau Senyorial d'Alaquàs" di José Manuel Cortina Pérez e Vicente Ferrán Salvador, nel quale si raccoglie il primo grande studio riguardo all'edificio. Grazie alle numerose proteste, tra cui quella di Mariano Benlliure, l’Accademia Reale delle Belle Arti di San Fernando di Madrid riuscì a ottenere un importante risultato. Il 26 aprile, Alfonso XIII firmò un ordine reale che dichiarava l’edificio Monumento Storico Artistico Nazionale e annullava la sua demolizione.
Nonostante il blocco, nel 1928, la torre nord-ovest fu demolita, perché rischiava di cadere su alcune case vicine.
Durante i primi anni del secolo XX, il palazzo fu proprietà di Vicente Gil Roca, il quale, dopo la sua morte, lo lascio in eredità in differenti parti alla sua famiglia, fino a che fu acquistato dalla famiglia Lassala. Nel 1922 è stato affittato alla signora Isabel González di Lassala, fino all'anno 1940 in cui fu acquistato dalla sua famiglia.
La prima amministrazione comunale democratica nell'aprile 1979, con sindaco Albert Taberner, ha avviato un lungo processo che aveva come obiettivo di rendere il castello uno spazio pubblico. Venne chiesto alla famiglia Lassala che disponesse un orario di apertura al pubblico e il Comune valutò l'opportunità di comprare il castello.

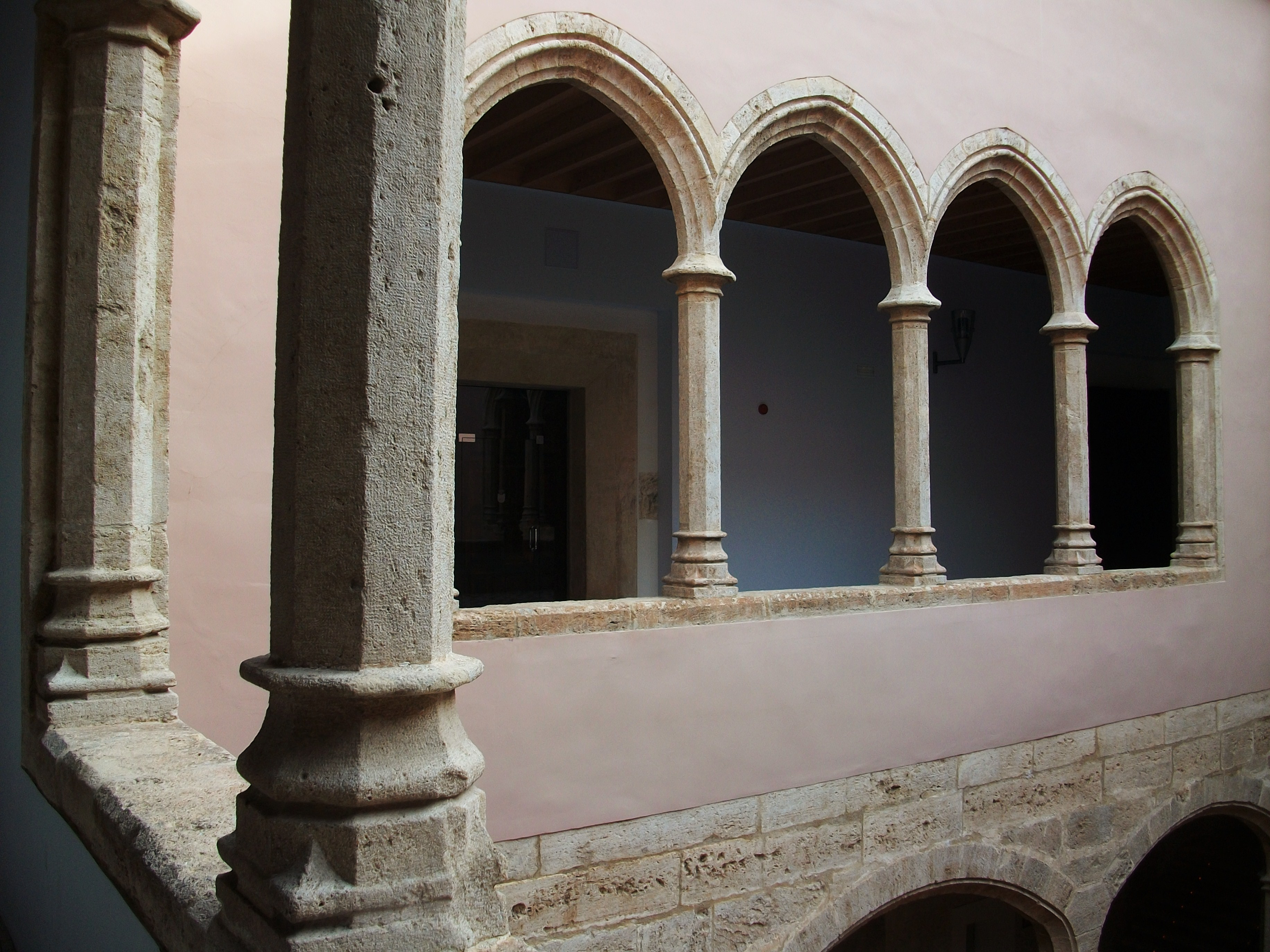
Archi della galleria superiore del cortile del Castello di Alaquàs

Nel 1999, il Comune di Alaquàs avvia le pratiche necessarie per rendere pubblico il Castello. Il 13 giugno del 2002 viene approvata l'espropriazione del castello e la richiesta alla Generalitat Valenziana dell'approvazione per poter occupare l'edificio. Il Consiglio della Generalità dà la sua approvazione il 19 di novembre. Alla fine il 3 gennaio 2003, con l'appoggio e l'approvazione di tutte le amministrazioni pubbliche, il Comune ottiene l'occupazione del monumento e dopo secoli di proprietà privata, il monumento passa in mani pubbliche.
Il 28 febbraio 2003 si aprirono per la prima volta le porte del castello a tutti i cittadini e le cittadine, portando a termine diverse attività culturali come concerti ed esposizioni. La mostra di inaugurazione, intitolata “Picasso nel castello”, consisteva in una serie di esposizioni accompagnate da un programma teatrale e musicale. Tra gli eventi, vi fu anche un concerto straordinario con lo Stradivarius “il Cremonese” del 1715, prestato eccezionalmente dalla città gemellata di Cremona.
Il comune della città ha seguito un Piano Direttore del Monumento e il Progetto di Riabilitazione e Restauro del castello, inclusi i suoi soffitti a cassettoni e gli elementi ceramici. La ristrutturazione, conclusa il 19 marzo 2007, ha comportato anche la ricostruzione della quarta torre. Attualmente, il castello è un centro culturale che ospita vari servizi, tra cui il Centro di Formazione Permanente di Adulti Enric Valore, la sede valenziana della Fondazione Ernest Lluch e una biblioteca.
Nell'anno 2018 sono state restaurate le ceramiche gotiche del castello di Alaquàs che stavano per essere vendute su internet.

## Descrizione tecnica

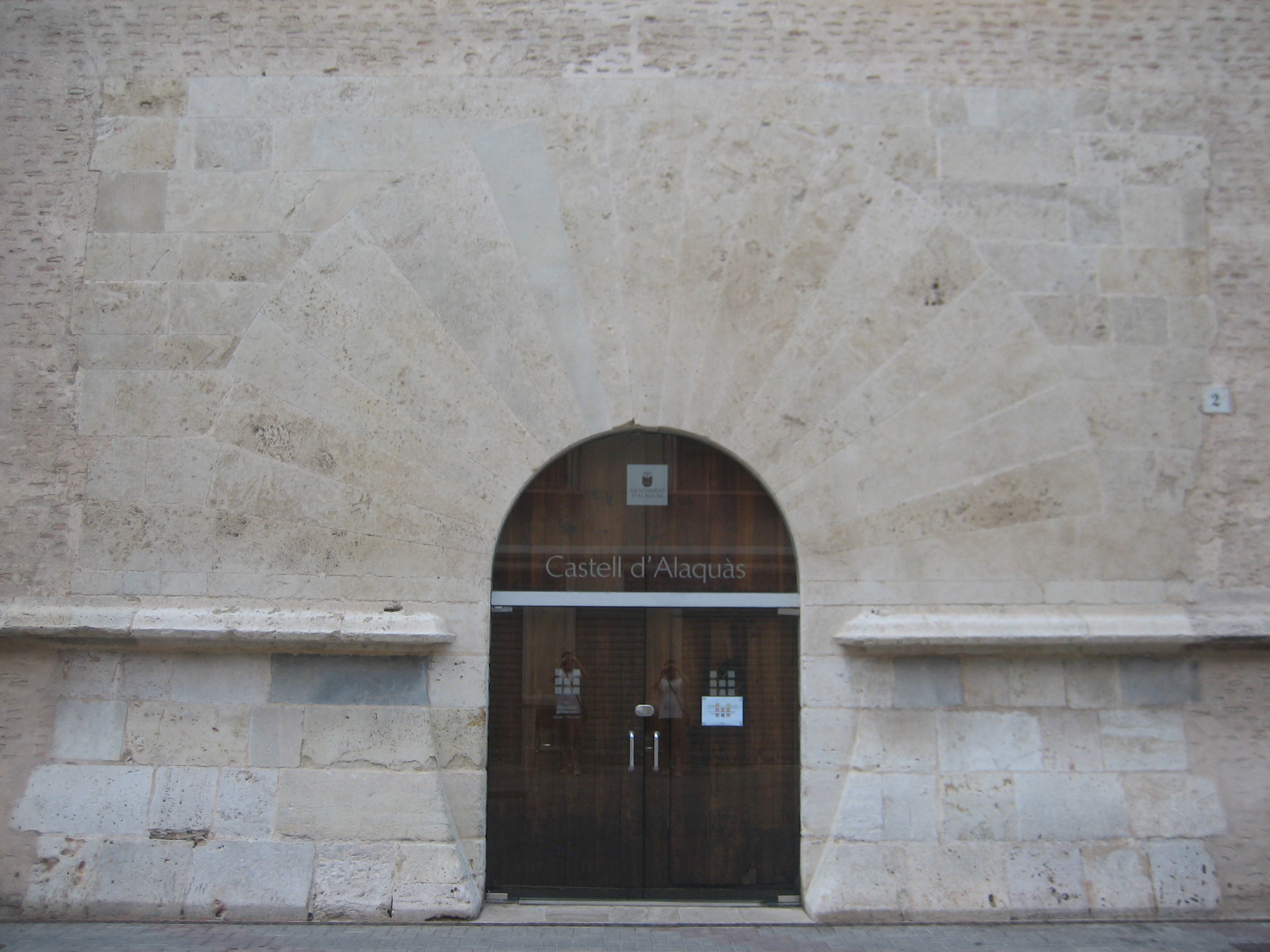
Porta del castello

Si erge su un'area di 38,90 metri di larghezza e la sua superficie è di 1513 m². Dispone di un portico a forma di chiostro e un grande cortile centrale, il vero cuore dell'edificio. La porta principale, lo zoccolo e i quattro angoli del castello furono costruiti con blocchi di concio, con caratteristiche molto diverse dal resto dell'edificio. Questo fa sospettare che per la costruzione furono usati i resti dell'edificio antecedente che si trovava nello stesso luogo.
L'edificio è composto da quattro piani.

### Il piano terra

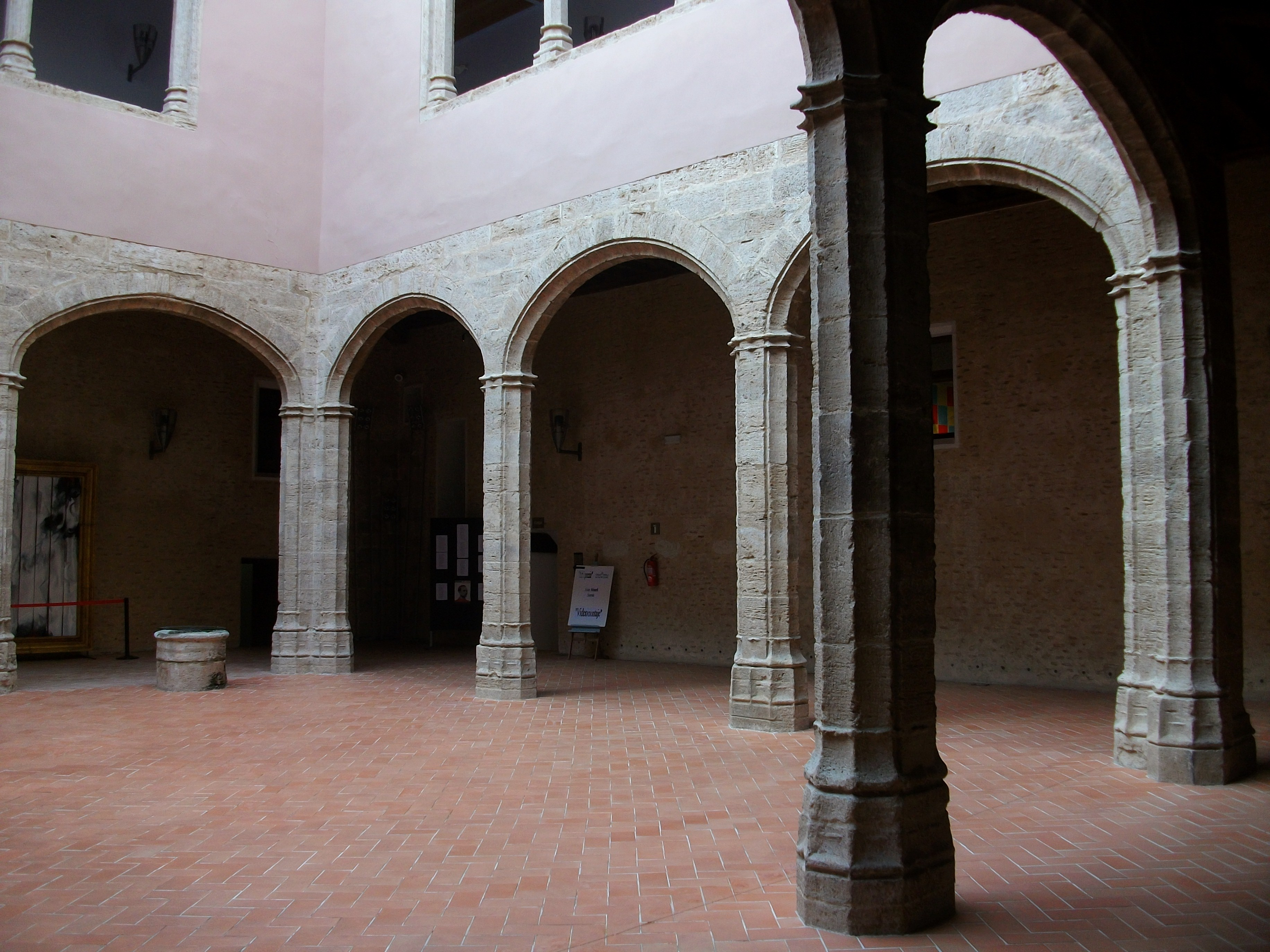
Cortile del Castello di Alaquàs

Si trova per la gran parte sotto il livello delle strade vicine, costituendo un seminterrato dove venivano collocati le scuderie, i frantoi, gli alfarjes e le cantine. Tra gli elementi più importanti di questo piano figurano la semplice scala che dà accesso al seminterrato, tutta costruita con blocchi di concio, e anche il soffitto a cassettoni dell'entrata e il portico.

### Il piano ammezzato
L'eleganza di questo piano, si apprezza per il delicato taglio di alcuni porte di comunicazione interna, per i soffitti a cassettoni che strutturano il tetto e la caratteristica disposizione dei finestroni.

### Primo piano

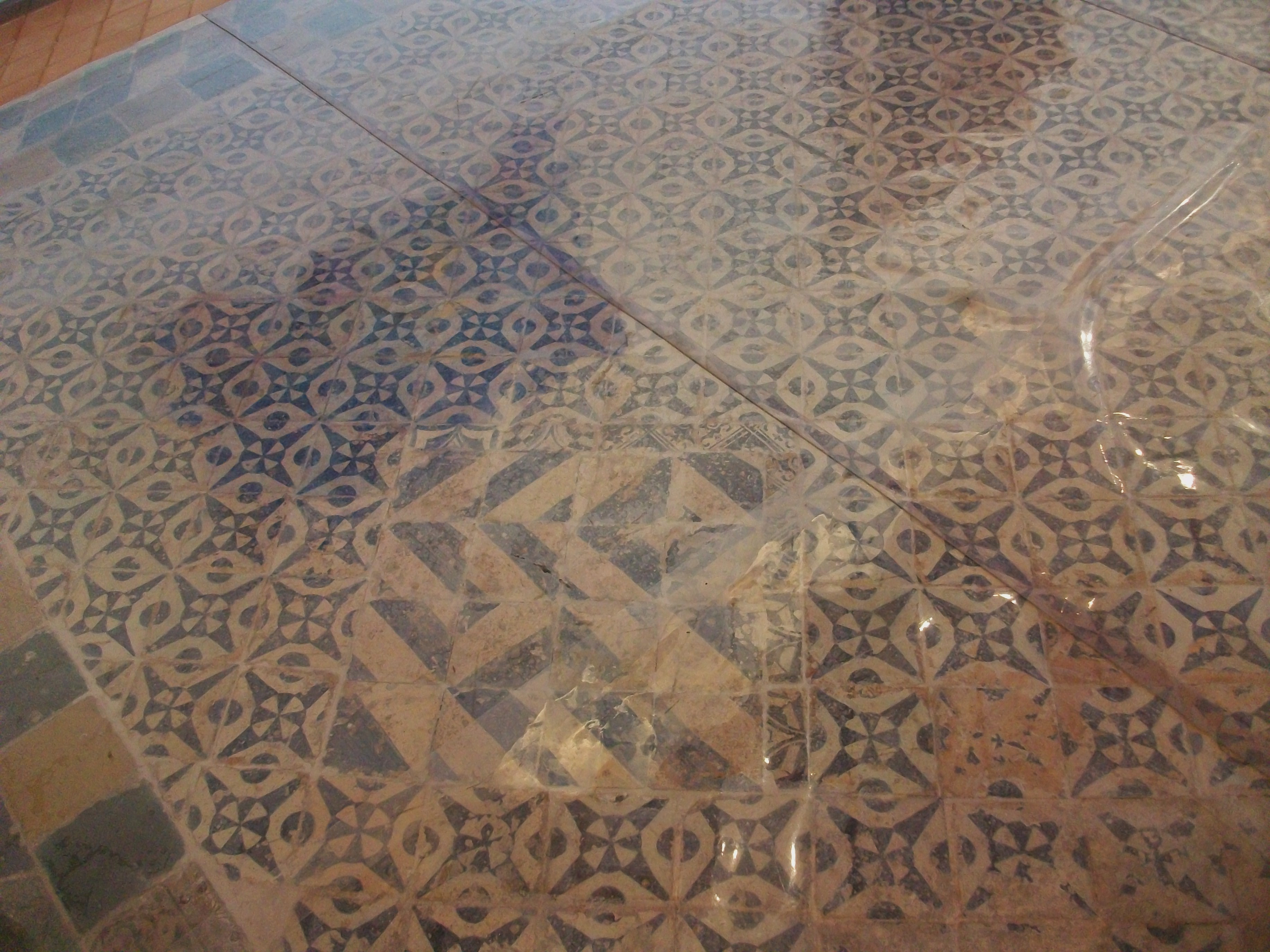
Pavimento in ceramica di una delle sale del Castello di Alaquàs

In questo piano troviamo le dépendance nobiliari, alle quali si accede soltanto attraverso la scala principale, che rimase incompiuta. Di grande delicatezza gli archi ovali e le colonnate che si integrano con la galleria del cortile. A questa pianta corrispondono le dipendenze più nobili e importanti del castello. Sono di grande raffinatezza gli archi ogivali e le colonnate della galleria del patio.
Troviamo anche l'accesso alla tribuna di ferro battuto sopra la chiesa dell'Assunzione. Questo testimonia il potere che esercitavano i signori della città sulla chiesa. Nella facciata ovest si trova una grande stanza, che poteva essere stata sia la sala da pranzo principale, sia la cucina, con il suo enorme camino.

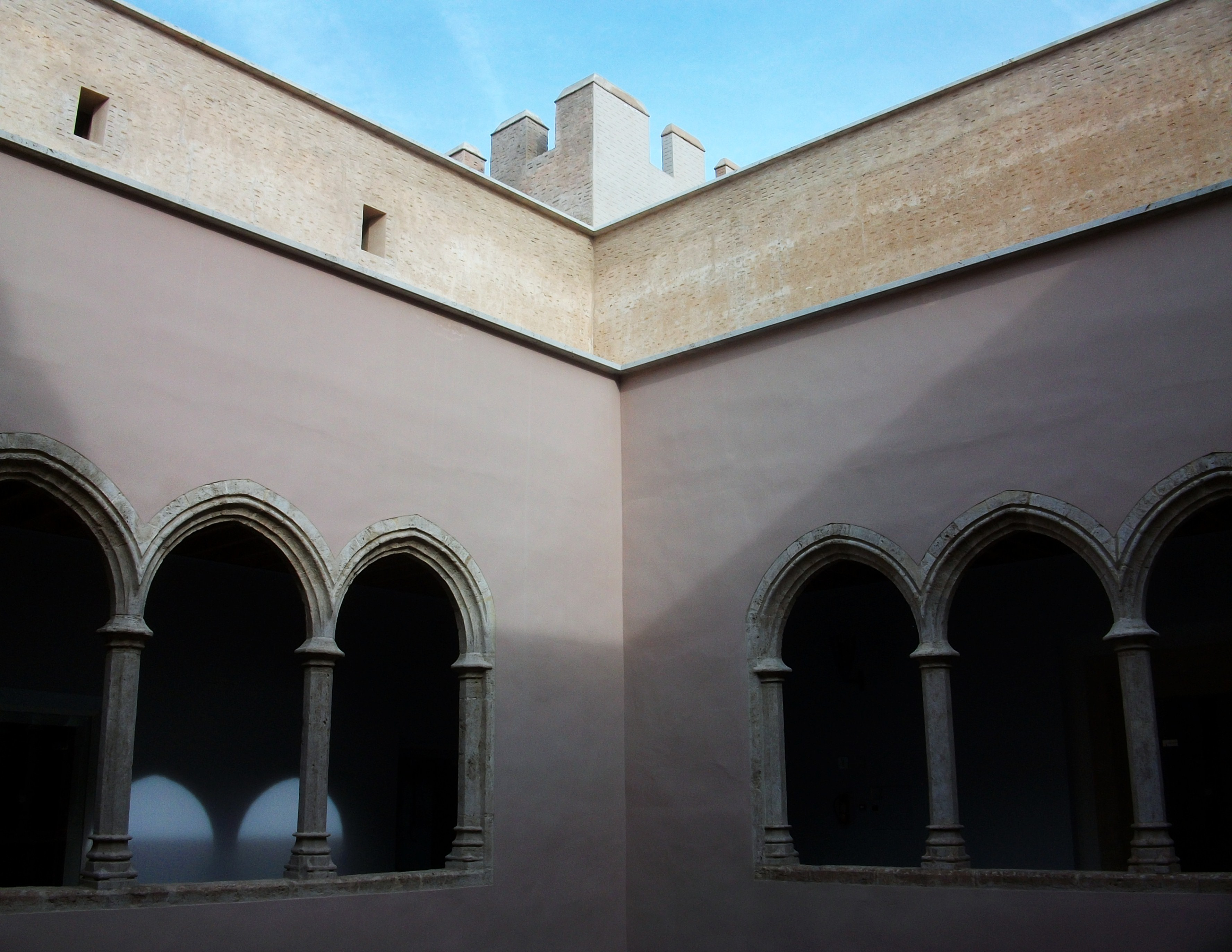
Galleria del castello

Infine, dalla facciata est si può accedere al salone principale, il più grande, il cui tetto è alto 7,33 m e ha un ricco e impressionante soffitto a cassettoni. È possibile ammirare anche altri bellissimi soffitti a cassettoni nelle altre stanze di questo piano del castello.

### Quarto piano
Destinato ai granai e alle stanza dei servi, fu totalmente smantellata. Sopra il quarto piano si elevano le quattro torri dentate (una di loro recentemente ricostruita), che fiancheggiano l'imponente mole del castello raggiungendo l'altezza approssimata di 25 metri.
Se sono scarsi i resti di serramenti che è stato possibile trovare, ancora più scarsi sono i resti di ferramenta, nonostante si notino le bandiere, che somigliano a una croce, le quali nel tempo sopravvivono sopra le torri.
Occorre menzionare gli importanti resti delle mattonelle ogivali, mudejar e rinascimentali dei pavimenti, che è possibile ammirare ancora oggi, e che testimoniano l'esistenza di una costruzione anteriore del castello.

## Via della Seta
Anche questo tipo di artigianato faceva parte delle attività praticate ad Alaquàs. Gli anni di occupazione musulmana di questo territorio non potevano essere esterni alla produzione di un bene così significativo della sua cultura. Né la resa di Balansiya a Jaime I, né la successiva espulsione dei mori interruppero la produzione di seta ad Alaquàs. I potenti velluters, corporazione chiave nella costruzione della Lonja della Seta della città di Valenzia, che hanno dato ricchezza e splendore al Regno valenziano, anche questi si rifornivano della materia prima in questa città. Ci sono numerosi esempi durante gli anni che mostrano l'esistenza dei gelsi nei campi, larve per produrre la seta, e la sua vendita ai velluters valenziani. Vassalli e signori ricevettero grandi benefici da questo tipo di coltivazione e dalla sua vendita, tanto che il Castello fu uno dei luoghi in cui si produceva.

## Ristrutturazione integrale (2005-2007)

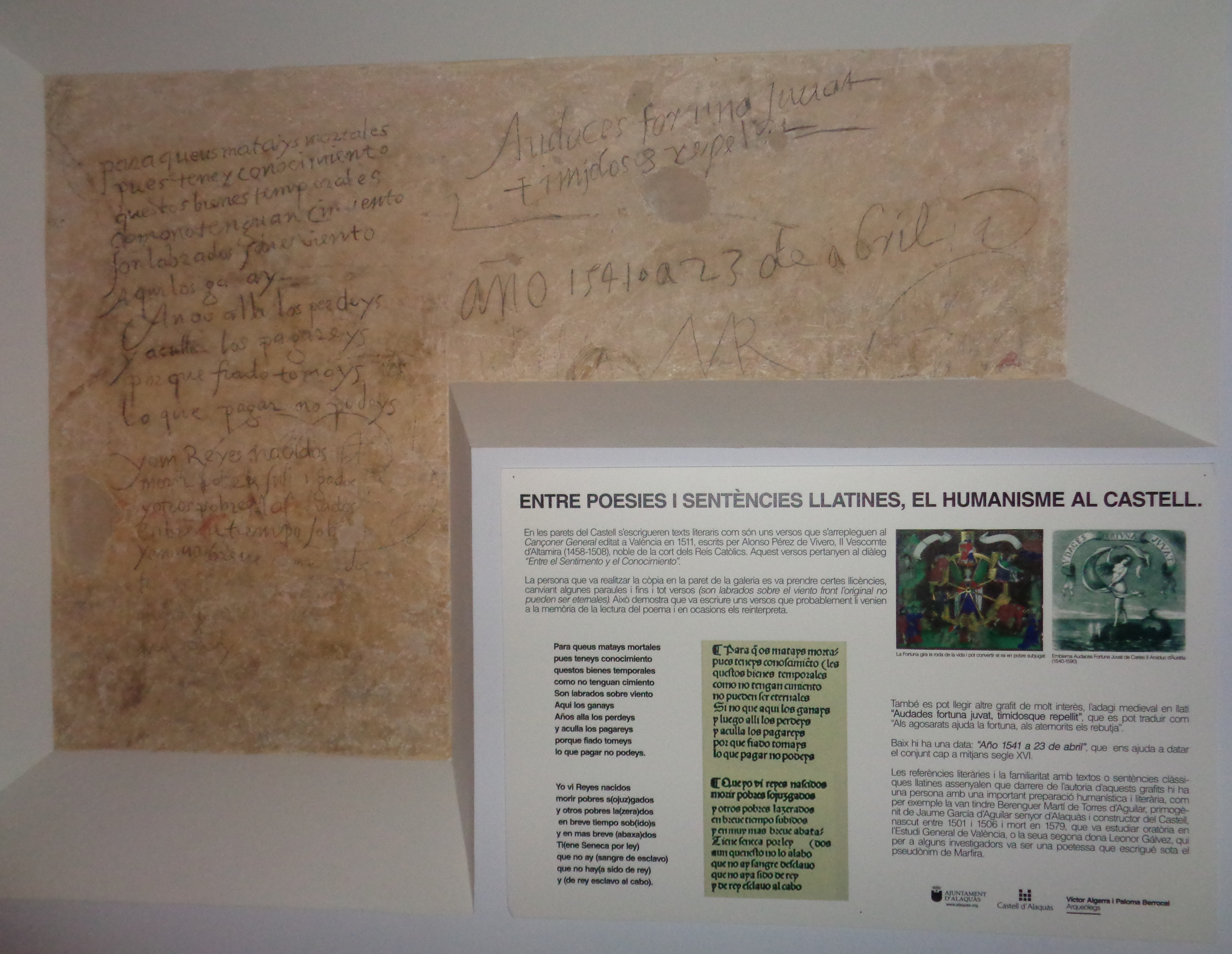
Graffiti nella galleria

Nell'anno 2005 si inizia il progetto di ristrutturazione con l'obiettivo di rendere più stabile la struttura del monumento.
I soffitti a cassettoni hanno recuperato il loro aspetto originale, eliminando tutti gli strati di vernice plastica aggiunti durante gli anni e per renderlo più resistente è stata posta una nuova forgiatura al piano superiore con travi di ferro come rinforzo. Le parti più deteriorate dei soffitti a cassettoni vennero restaurate allo stesso modo di come apparivano nel secolo XVI e sono stati applicati trattamenti specifici per la protezione.
Sono stati portati alla luce dei graffiti risalenti ai secoli XVII XVIII catalogati dettagliatamente con riproduzioni di barche, realizzati da pittori che avrebbero preso parte alla rivolta delle barche.
Nel cortile sono stati riportati tutti i vani alla configurazione originale, eliminando tutte le intelaiature neogotiche aggiunte alle finestre del cortile dai proprietari precedenti per non provocare un falso storico.

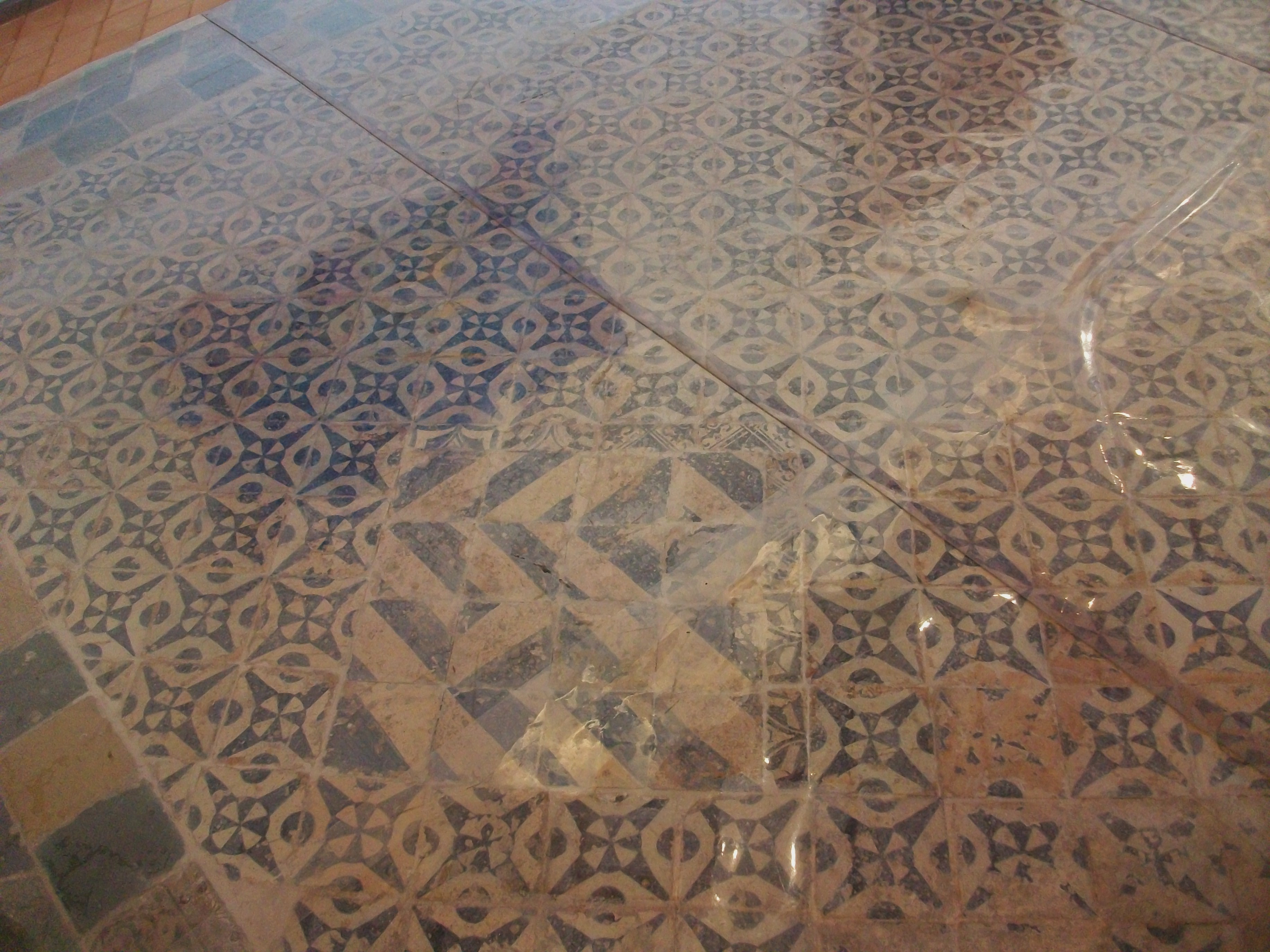
Pavimento ceramico di una delle sale del Castello di Alaquàs

Il pavimento di ceramica è stato ristrutturato per garantire la sua conservazione. Il direttore del Museo Nazionale di Ceramica e Arti Suntuarie Gonzaléz Martì, Jaume Coll, ha catalogato un totale di 275 tipologie; le più importanti si trovano ancora nelle diverse sale. La maggior parte del pavimento che si trovava nella galleria, che sparì sfortunatamente durante gli anni precedenti alla comunalizzazione dell'edificio, è stato rimpiazzato con un nuovo pavimento che rispetta quello precedente.
Il recupero della terrazza superiore ha favorito un nuovo spazio, che con le quattro sale forma un insieme destinato a nuove installazioni del Centro Pubblico di Formazione di Persone Adulte “Enric Valore” di Alaquàs. Un recupero di grande importanza è stato quello della scala principale rimessa al suo posto, addossata nel cortile, seguendo i canoni rinascimentali, eliminando la scala che a metà del secolo XX era stato costruito nell'ingresso principale dell'edificio e che era funzionale alle stanze adiacenti, impedendo il passaggio diretto verso il cortile.
La ristrutturazione fu concepita per convertire il Castello in uno spazio culturale e formativo, aprendo tutti quegli spazi che non si trovavano in buono stato per metterli a disposizione dei cittadini.
Sono stati recuperati nuovi spazi per essere adibiti come sale d'esposizioni.
Il piano nobile, adesso Sala La Nova, è la più importante di tutte le sale espositive per accogliere collezioni d'arte.
La Sala La Torre, ubicata nel seminterrato, è equipaggiata per accogliere esposizioni di differenti contenuti.
La sala del piano ammezzato, adesso Sala Vilaragut, è equipaggiata e destinata per esposizioni, rimanendo configurata in tre livelli, l'ultimo dei quali è l'aljibe, spazio visitabile che serviva anticamente come deposito di acqua.
La Sala della Xemeneia è una ampia sala divenuta uno spazio polivalente, atta per accogliere conferenze, proiezioni audio visuali e atti pubblici.
La Sala 28 febbraio, che commemora il giorno in cui il castello fu aperto al pubblico, è adesso un nuovo spazio adibito a esposizioni e diversi atti culturali.
La Sala Cremona, denominata così perché gemellata con Alaquàs e Cremona, è una sala per celebrazioni di vario tipo grazie alla struttura diafana.
La ristrutturazione fu portata avanti grazie agli aiuti economici del governo centrale di 2,4 milioni di euro, dell'1% culturale del Ministero della Cultura e il Ministero delle Amministrazioni Pubbliche, 2,2 milioni dal fondo Feder i 450 000 euro della regione valenziana. La riabilitazione produsse con apporti economici del governo centrale con 2,4 milioni di euro, del 1% del Ministero della cultura e dello sport e del Ministero dello sviluppo, 2,2 milioni di fondi Feder i 450 000 euro della Generalitat Valenziana.

## Nuove funzioni

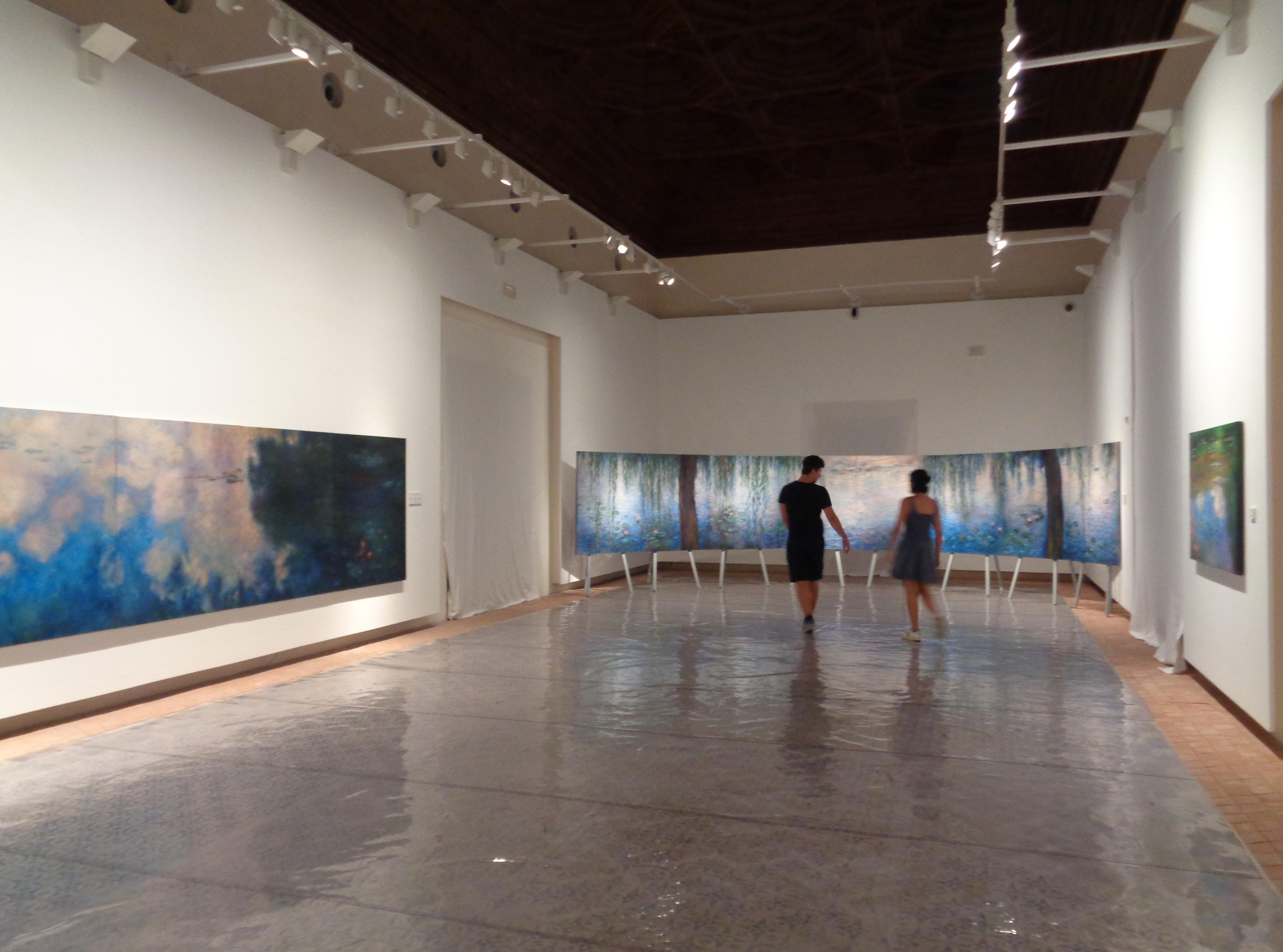
Sala La Nova

Quando i lavori di ristrutturazione del castello furono terminati il 19 marzo 2007, la funzione primitiva e anacronista di molti spazi fu modificata, come la biblioteca, dove erano collocate le antiche scuderie, in cui si trova un insieme di fonti bibliografiche della storia locale di Alaquàs, del Rinascimento valenziano e del Castello di Alaquàs e, inoltre, dei differenti studi del Piano Direttore, portati a capo prima della restaurazione. È orientata soprattutto alla ricerca, ma anche alla diffusione del patrimonio bibliografico e artistico come centro di diffusione del patrimonio locale con una funzione chiaramente didattica, per i centri educativi, collettivi e associazioni culturali locali.
Nell'ammezzato, la cosiddetta Sala La Torre, è stata abilitata come spazio espositivo e vi è anche ubicata la sede valenziana della fondazione Ernest Lluch.